# Leonard Blussé
Leonard Blussé (né le 23 juillet 1946 à Rotterdam) est un historien néerlandais spécialiste des relations euro-asiatiques. Blussé a une production importante dans son domaine, ayant écrit, coécrit ou édité une vingtaine de livres depuis l'an 2000.